# 圣弗洛克塞勒
圣弗洛克塞勒（法語：Saint-Floxel，法語發音：[sɛ̃ flɔksɛl]）是法国芒什省的一个市镇，属于瑟堡区。

## 地理
圣弗洛克塞勒（49°29'31"N, 1°21'4"W）面积8.45 平方千米，位于法国诺曼底大区芒什省，该省份为法国西北部沿海省份，西、北、东北三面环大西洋，东起顺时针与卡爾瓦多斯省、奧恩省、马耶讷省和伊勒-维莱讷省接壤。
与圣弗洛克塞勒接壤的市镇（或旧市镇、城区）包括：沃德勒维尔、埃科斯维尔、埃蒙德维尔、埃鲁德维尔、滨海丰特奈、若冈维尔、蒙特堡、奥兹维尔、圣马尔库夫。

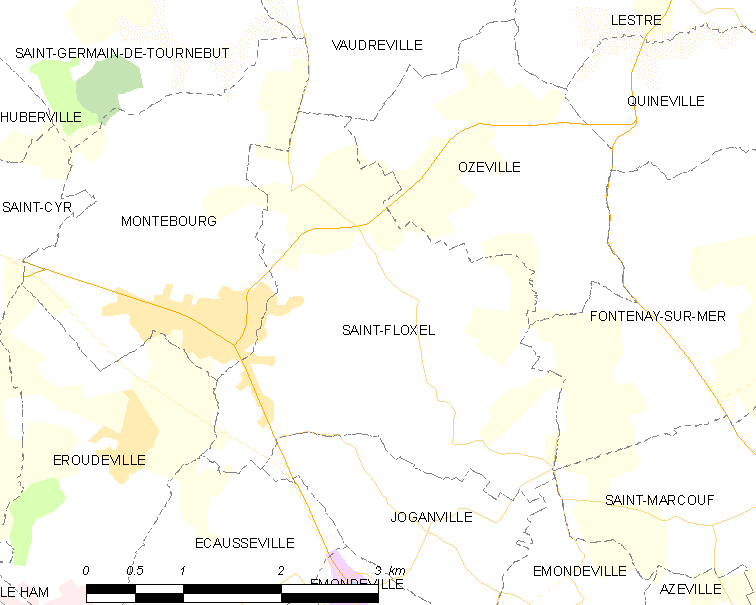
圣弗洛克塞勒的OSM定位图

圣弗洛克塞勒的时区为UTC+01:00、UTC+02:00（夏令时）。

## 行政
圣弗洛克塞勒的邮政编码为50310，INSEE市镇编码为50467。

## 政治
圣弗洛克塞勒所属的省级选区为瓦洛涅县。

## 人口

1962-2008年间圣弗洛克塞勒人口变化图示

圣弗洛克塞勒于2022年1月1日时的人口数量为490人。